# École-Valentin
École-Valentin és un municipi francès situat al departament del Doubs i a la regió de Borgonya - Franc Comtat. L'any 2007 tenia 2.319 habitants.

## Demografia

### Població
El 2007 la població de fet d'École-Valentin era de 2.319 persones. Hi havia 904 famílies de les quals 200 eren unipersonals (92 homes vivint sols i 108 dones vivint soles), 248 parelles sense fills, 344 parelles amb fills i 112 famílies monoparentals amb fills.
La població ha evolucionat segons el següent gràfic:
Habitants censats

### Habitatges
El 2007 hi havia 960 habitatges, 915 eren l'habitatge principal de la família, 12 eren segones residències i 33 estaven desocupats. 657 eren cases i 298 eren apartaments. Dels 915 habitatges principals, 606 estaven ocupats pels seus propietaris, 264 estaven llogats i ocupats pels llogaters i 45 estaven cedits a títol gratuït; 13 tenien una cambra, 47 en tenien dues, 109 en tenien tres, 240 en tenien quatre i 506 en tenien cinc o més. 808 habitatges disposaven pel capbaix d'una plaça de pàrquing. A 395 habitatges hi havia un automòbil i a 479 n'hi havia dos o més.

### Piràmide de població
La piràmide de població per edats i sexe el 2009 era:
| Homes | Edats   | Dones |
| ----- | ------- | ----- |
| 0     | 95 o +  | 0     |
| 0     | 90 a 94 | 0     |
| 4     | 85 a 89 | 8     |
| 8     | 80 a 84 | 4     |
| 4     | 75 a 79 | 16    |
| 24    | 70 a 74 | 36    |
| 56    | 65 a 69 | 40    |
| 48    | 60 a 64 | 56    |
| 28    | 55 a 59 | 32    |
| 76    | 50 a 54 | 72    |
| 84    | 45 a 49 | 96    |
| 80    | 40 a 44 | 108   |
| 88    | 35 a 39 | 88    |
| 92    | 30 a 34 | 80    |
| 76    | 25 a 29 | 60    |
| 60    | 20 a 24 | 104   |
| 84    | 15 a 19 | 64    |
| 92    | 10 a 14 | 80    |
| 76    | 5 a 9   | 72    |
| 84    | 0 a 4   | 60    |

## Economia
El 2007 la població en edat de treballar era de 1.576 persones, 1.192 eren actives i 384 eren inactives. De les 1.192 persones actives 1.138 estaven ocupades (583 homes i 555 dones) i 54 estaven aturades (26 homes i 28 dones). De les 384 persones inactives 109 estaven jubilades, 172 estaven estudiant i 103 estaven classificades com a «altres inactius».

### Ingressos
El 2009 a École-Valentin hi havia 894 unitats fiscals que integraven 2.322 persones, la mediana anual d'ingressos fiscals per persona era de 21.290 €.

### Activitats econòmiques
Dels 345 establiments que hi havia el 2007, 3 eren d'empreses extractives, 3 d'empreses de fabricació de material elèctric, 19 d'empreses de fabricació d'altres productes industrials, 31 d'empreses de construcció, 100 d'empreses de comerç i reparació d'automòbils, 14 d'empreses de transport, 12 d'empreses d'hostatgeria i restauració, 15 d'empreses d'informació i comunicació, 25 d'empreses financeres, 24 d'empreses immobiliàries, 55 d'empreses de serveis, 27 d'entitats de l'administració pública i 17 d'empreses classificades com a «altres activitats de serveis».
Dels 47 establiments de servei als particulars que hi havia el 2009, 1 era una gendarmeria, 1 oficina de correu, 3 oficines bancàries, 6 tallers de reparació d'automòbils i de material agrícola, 1 taller d'inspecció tècnica de vehicles, 4 paletes, 2 guixaires pintors, 3 fusteries, 3 lampisteries, 1 electricista, 6 empreses de construcció, 3 perruqueries, 1 veterinari, 1 agència de treball temporal, 5 restaurants, 3 agències immobiliàries, 1 tintoreria i 2 salons de bellesa.
Dels 49 establiments comercials que hi havia el 2009, 2 eren supermercats, 3 grans superfícies de material de bricolatge, 1 una botiga de més de 120 m², 1 una botiga de menys de 120 m², 1 una carnisseria, 2 llibreries, 9 botigues de roba, 3 botigues d'equipament de la llar, 2 sabateries, 2 botigues d'electrodomèstics, 6 botigues de mobles, 4 botigues de material esportiu, 3 botigues de material de revestiment de parets i terra, 3 drogueries, 2 perfumeries, 2 joieries i 3 floristeries.
L'any 2000 a École-Valentin hi havia 3 explotacions agrícoles.

## Equipaments sanitaris i escolars
L'únic equipament sanitari que hi havia el 2009 era una farmàcia.
El 2009 hi havia 1 escola maternal i 1 escola elemental.

## Poblacions més properes
El següent diagrama mostra les poblacions més properes.